# Tanacetum bachtiaricum
Tanacetum bachtiaricum — вид рослин з роду пижмо (Tanacetum) й родини айстрових (Asteraceae).

## Опис рослини
Напівкущик, покритий роздвоєними та простими волосками, багатостовбурний, до 25–30 см заввишки, в нижній частині вкритий листям, від ± коротко запушеного до голого. Кореневище дерев'янисте. Прикореневі листки до 4 см завдовжки, на 2 см ніжках; листові пластинки довгасті, 1–2-перисторозсічені, первинних сегментів 3–8, довгасто-ланцетні, тупі, неправильно зубчасті, дуже коротко запушені; нижні стеблові листки перисті й сидячі; верхні стеблові листки відсутні. Квіткові голови поодинокі. Кластер філарій ушир 8–14 мм і заввишки 6–8 мм; філарії перекриваються, від солом'яно-жовтих до коричневих. Жіночні крайові квітки жовті, залозисто-точкові, язичкові; язички трикутно-довгасті, 3 зубчасті, 3–4 мм завдовжки, довші за дискові квітки. Дискові квітки гермафродитні, трубчасті, 5 зубчасті, жовті, ± залозисто-точкові. Сім'янки (незрілі), у довжину 3 мм, поперечно-смугасті, залозисто-точкові.

## Середовище проживання
Ендемік Ірану.